# Господар Вадим Іванович
Вадим Іванович Господар (латис. Vadims Gospodars; нар. 25 грудня 1983, Кривий Ріг, Дніпропетровська область, УРСР) — латвійський футболіст українського походження, виступав на позиції центрального півзахисника.

## Клубна кар'єра
Народився 25 грудня 1983 року в Кривому Розі. У дитинстві переїхав до Латвії. У 13 років вступив до Дніпропетровського спортінтернату, у 1999 році підписав свій перший професіональний контракт зі «Сконто». В першу команду потрапив у 2000 році, але протягом трьох сезонів зіграв за клуб в одному матчі. У 2003 році переїхав до російського клубу першого дивізіону «Лада» (Тольятті). Граючи регулярно, він не зміг допомогти команді уникнути вильоту в другий дивізіон. За підсумками сезону увійшов до символічної збірної першого дивізіону до 21 року. Після завершення сезону, граючи на турнірі за збірну першого дивізіону в Краснодарі, отримав важку травму — розрив хрестоподібної зв'язки коліна. Покинув клуб на початку 2004 року. У 2005 році увійшов до новоствореного латвійського клубу вищої ліги «Вента». Після половини сезону клуб відчув фінансову кризу — перші гравці команди були відпущені, і сезон команда завершила на 8-му місці в таблиці, дограючи молодіжною командою. Згодом клуб розформували, й Господар на початку 2006 року переїхав до Вірменії, де грав за «Міку». Зіграв декілька матчів у першій команді, але в основному використовувався в резерві. У липні 2006 року розірвав контракт і в серпні уклав угоду з «Вентспілсом». Постійні травми не дозволили показати себе. У 2008 році підписав контракт з командою «Юрмала», де незабаром став гравцем основного складу. Він грав там протягом півтора сезони, після чого перейшов у білоруський клуб «Вітебськ» в липні 2009 року, де став гравцем основи, часто визнавався найкращим гравцем матчу й допоміг команді зберегти місце у вищій лізі. Грав у клубі до січня 2011 року, провів 42 матчах, забив один гол. Перед початком сезону 2011 року приєднався до клубу чемпіонату Латвії «Юрмала». Протягом сезону забив 9 м'ячів у 25 матчах та став другим найкращим бомбардиром своєї команди після Віта Римкус, який відзначився 10 голами. Перед початком сезону 2012 року перейшов у «Даугаву» (Рига) як один з найдосвідченіших гравців та був обраний капітаном клубу. У березні 2013 року перейшов в білоруський клуб «Німан» (Гродно), але не зіграв за нього жодного матчу й у червні того ж року залишив команду. У серпні 2013 року приєднався до фінської команді «Каяані». У 2015 році виступав за клуб першої ліги Латвії «Карамба/Динамо» де був капітаном команди й допоміг клубу за підсумками сезону вийти у вищу лігу. З 2016 разом зі своїм батьком є власником ФК «Юрніекс».

## Кар'єра в збірній
Госпадар у різний час виступав за різні збірні Латвії: U-17, U-19 та U-21. Але жодного разу не зіграв за національну збірну Латвії.

## Досягнення
«Сконто»
- Вища ліга Латвії
  -  Чемпіон (3): 2000, 2001, 2002
- Кубок Латвії
  -  Володар (3): 2000, 2001, 2002

«Міка»
- Кубок Вірменії
  -  Володар (1): 2006
- Суперкубок Вірменії
  -  Володар (1): 2006